# Robert Brower
Pour les articles homonymes, voir Brower.
Robert Brower, né le 14 juillet 1850 à Mayville (écart de Point Pleasant, État de New York) et mort le 8 décembre 1934 à West Hollywood (Californie), est un acteur américain.

## Biographie
Acteur du cinéma muet principalement, Robert Brower débute en 1909 dans un court métrage des studios Edison ; il apparaît au début des années 1910 dans de nombreux autres courts métrages produits par cette compagnie, dont Le Trésor de l'avare de Charles Brabin (1912, avec Walter Edwin et Gertrude McCoy), A Tudor Princess de J. Searle Dawley (1913, avec Mary Fuller et Ben F. Wilson), Mary Stuart de Walter Edwin (1913, avec Mary Fuller dans le rôle-titre) et The Matchmakers de George Ridgwell (1915, avec Margery Bonney Erskine).
Des années 1920, mentionnons La Rançon d'un trône de Cecil B. DeMille (1923, avec Anna Q. Nilsson et Milton Sills), The Honeymoon Express de James Flood et Ernst Lubitsch (1926, avec Willard Louis et Irene Rich) et Les Mendiants de la vie de William A. Wellman (1928, avec Louise Brooks et Richard Arlen), ce dernier tourné en deux versions, l'une muette et l'autre parlante.
Ultérieurement, il tient encore des petits rôles non crédités dans quatre autres films parlants, dont L'Homme invisible de James Whale (1933, avec Claude Rains et Gloria Stuart). Le dernier de ses deux-cent-trente-deux films américains est le western Le Talisman sauveur (en) (The Silver Bullet) de Bernard B. Ray (avec Tom Tyler et Lafe McKee), sorti en 1935, quelques mois après sa mort survenue fin 1934, à 84 ans.

## Filmographie partielle

### Période du muet
(CM = court métrage)
- 1909 : A Rose of the Tenderloin de J. Searle Dawley (CM) : rôle non spécifié
- 1911 : Aïda (en) (Aida) d'Oscar Apfel et J. Searle Dawley (CM) : le grand prêtre d'Isis
- 1911 : La Déclaration d'indépendance (The Declaration of Independence) de J. Searle Dawley (CM) : Benjamin Franklin
- 1911 : Les Trois Mousquetaires, 1re et 2e parties (The Three Musketeers, Parts I & II) de J. Searle Dawley (2 CM) : le capitaine de Tréville
- 1912 : The Totville Eye de C. J. Williams (CM) : Thomas Adams
- 1912 : Comment Washington traversa le Delaware (How Washington Crossed the Delaware) d'Oscar Apfel (CM) : un squire Tory
- 1912 : Le Trésor de l'avare (The Usurer's Grip) de Charles Brabin (CM) : le nouveau patron
- 1913 : A Tudor Princess de J. Searle Dawley (CM) : Henri VIII
- 1913 : Mary Stuart de Walter Edwin (CM) : Lord Burleigh
- 1914 : Le Mystère du Stradivarius perdu (The Mystery of the Lost Stradivarius) de George Lessey (CM) : le superintendant Narkhom
- 1915 : The Matchmakers de George Ridgwell (CM) : M. Van Loon
- 1915 : La Foire aux vanités (en) (Vanity Fair) de Charles Brabin et Eugene Nowland : M. Osborne
- 1917 : Le Mystère de la double croix (en) (The Mystery of the Double Cross) de Louis J. Gasnier et William Parke (serial) : Herbert Brewster

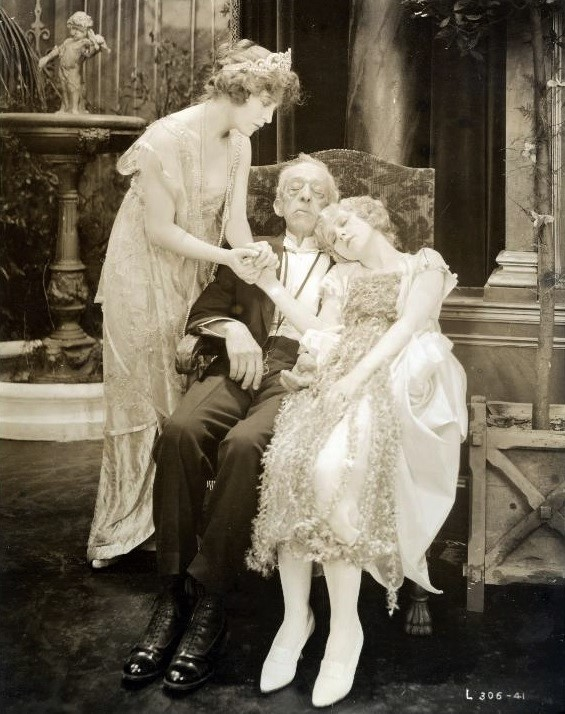
Avec Violet Heming (à g.) et Clara Horton, dans Everywoman (1919)

- 1918 : L'Affaire du grand central (A Burglar for a Night) d'Ernest C. Warde : Daniel Marden
- 1919 : Everywoman de George Melford : la vieillesse
- 1919 : Hawthorne of the U.S.A. (en) de James Cruze : le roi Auguste III
- 1920 : Monsieur l'Archiduc (en) (Jack Straw) de William C. de Mille : le comte de Poméranie
- 1920 : Une idylle au Cumberland (en) (A Cumberland Romance) de Charles Maigne : le fou de la montagne
- 1921 : Le Gosse infernal (Peck's Bad Boy) de Sam Wood : le prêtre
- 1921 : The Faith Healer de George Melford
- 1921 : Romance d'autrefois (en) (The Lost Romance) de William C. de Mille : le majordome
- 1922 : Un dégourdi (en) (Thirty Days) de James Cruze : le professeur Huxley
- 1923 : La Conquête d'un cœur (Racing Hearts) de Paul Powell : Horatio Whipple
- 1923 : La Rançon d'un trône (Adam's Rib) de Cecil B. DeMille : Hugo Kermaier
- 1923 : Le Petit Prince (en) (Long Live the King) de Victor Schertzinger : le roi
- 1925 : L'Empreinte du passé (The Road to Yesterday) de Cecil B. DeMille : un vieil invité de la fête
- 1925 : Mannequins (en) (Fifth Avenue Models) de Svend Gade : le vendeur d'art
- 1926 : The Honeymoon Express de James Flood et Ernst Lubitsch : Dick Donaldson
- 1927 : Chicago de Frank Urson : un juré
- 1927 : Tom l'intrépide (The Last Trail) de Lewis Seiler : Sam Beasley
- 1927 : Le Prince étudiant (The Student Prince in Old Heidelberg) d'Ernst Lubitsch et John M. Stahl : un ministre du roi
- 1927 : Caballero (The Gay Defender) de Gregory La Cava

### Période du parlant
- 1928 : Les Mendiants de la vie (Beggars of Life) de William A. Wellman (+ version muette) : Blind Sims
- 1930 : Abraham Lincoln de D. W. Griffith : petit rôle non spécifié
- 1933 : L'Homme invisible (The Invisible Man) de James Whale : un vieux fermier
- 1935 : Le Talisman sauveur (en) (The Silver Bullet) de Bernard B. Ray : un citoyen